# Лисавы (Владимирская область)
Лисавы — деревня в Александровском районе Владимирской области России, входит в состав Краснопламенского сельского поселения.

## География
Деревня расположена на берегу реки Сабля в 4 км на юго-запад от центра поселения посёлка Красное Пламя и в 23 км на северо-запад от города Александрова, на старом ходе Ярославского шоссе.

## История
В конце XIX — начале XX века деревня входила в состав Тирибровской волости Александровского уезда. В 1859 году в деревне числилось 20 дворов, в 1905 году — 42 двора, в 1926 году — 56 дворов.
С 1929 года деревня входила в состав Полувзвозовского сельсовета Александровского района, с 1941 года — в составе Дубровского сельсовета Струнинского района, с 1965 года — в составе Александровского района, с 1967 года — в составе Краснопламенского сельсовета, с 2005 года — в составе Краснопламенского сельского поселения.

## Население
| 1859 | 1905 | 1926 | 2002 | 2010 | 2021 |
| ---- | ---- | ---- | ---- | ---- | ---- |
| 202  | ↗237 | ↗265 | ↗295 | ↘232 | ↗252 |

## Достопримечательности
В деревне имеется Часовня Николая Чудотворца (1873).